# Kaiserkrone
Il Kaiserkrone è una collina costituita dai resti fortemente erosi di una mesa che, insieme allo Zirkelstein, si innalza sulla pianura circostante Schöna, facente parte della catena montuosa delle Elbsandsteingebirge, nel Land tedesco della Sassonia.

## Storia

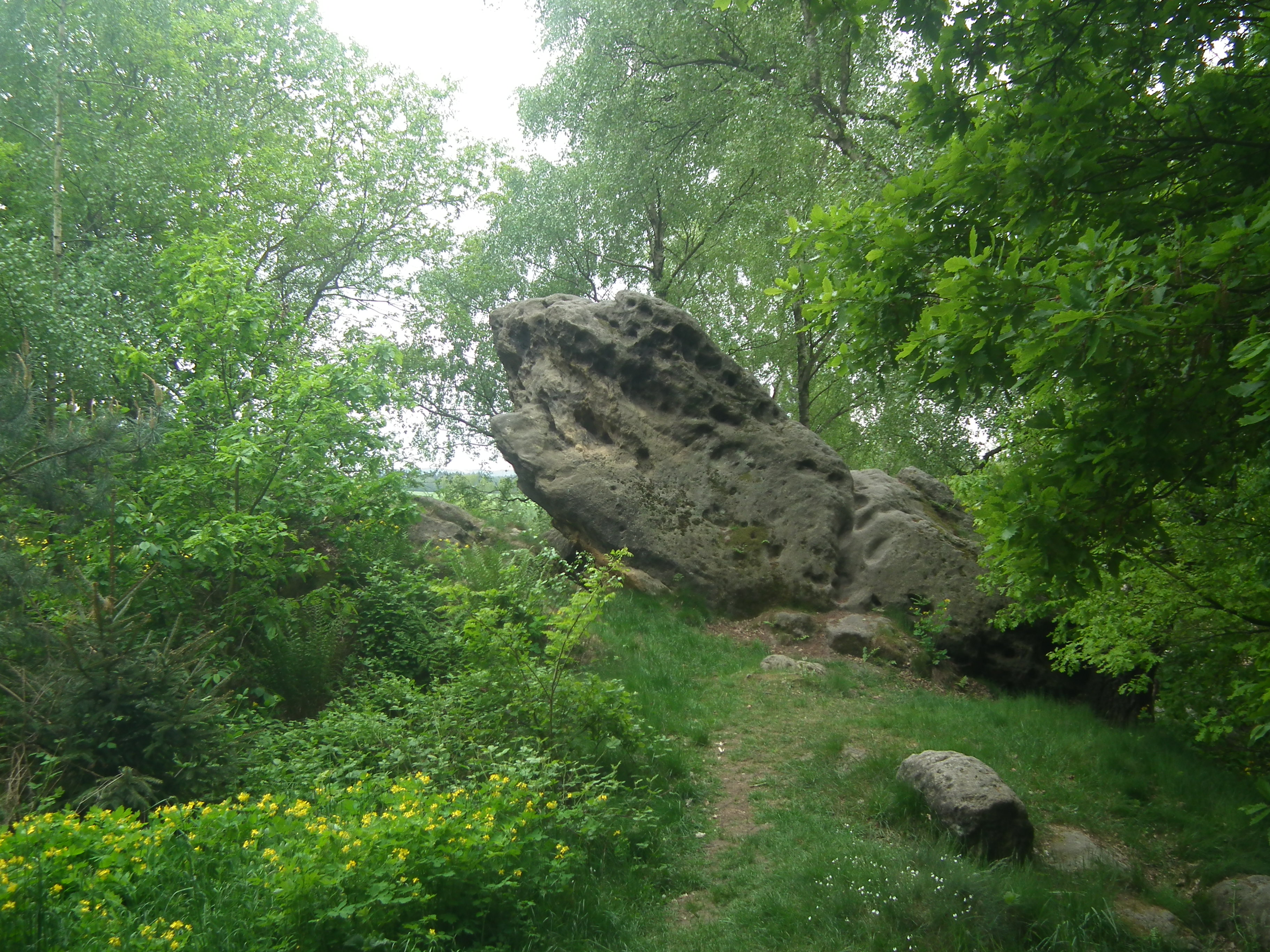
Roccia del Kaiserkrone

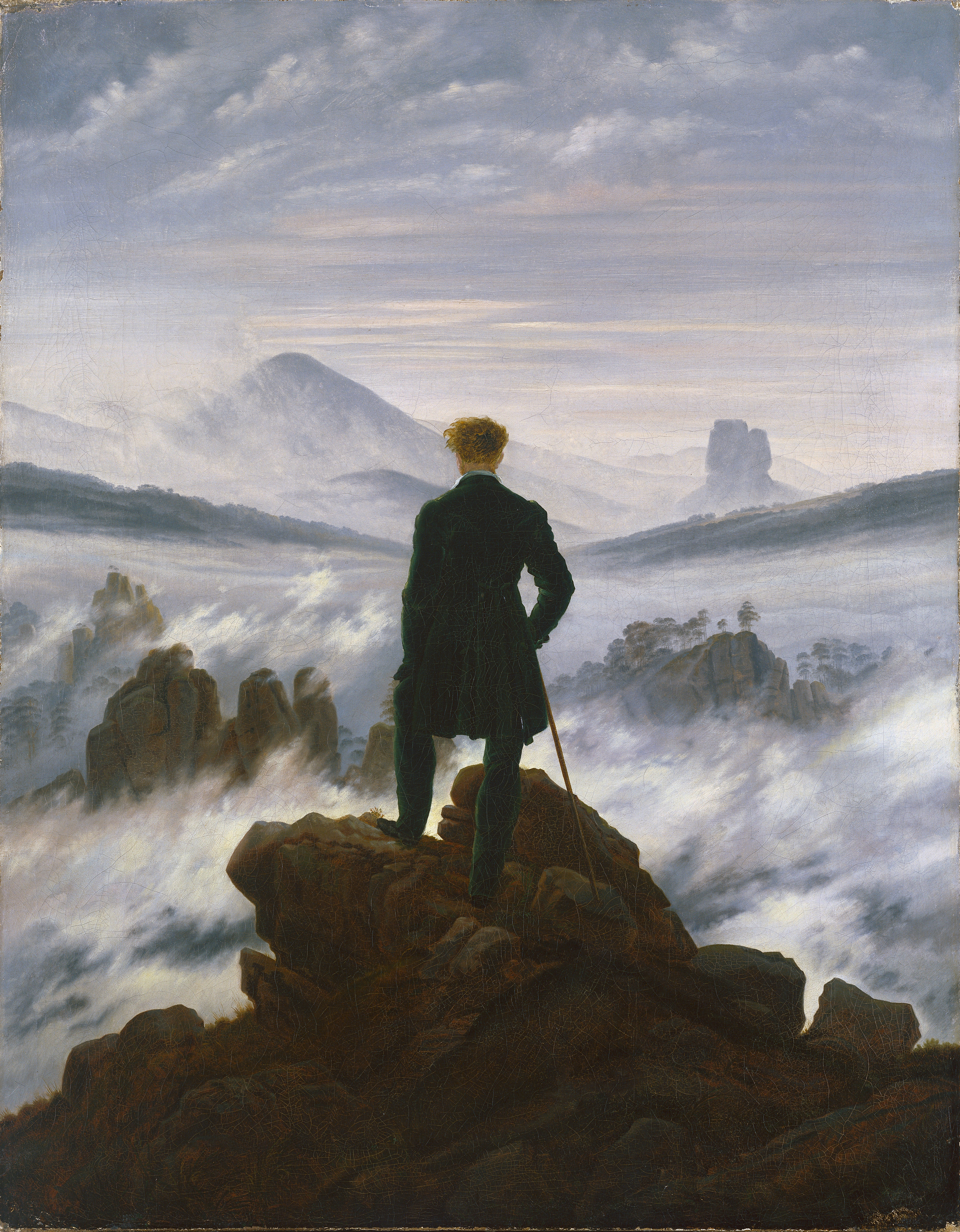
Viandante sul mare di nebbia, di Caspar D.Friedrich. Le rocce nei pressi del Kaiserkrone hanno ispirato la forma di quella su cui poggia il viaggiatore.

Il nome Kaiserkrone significa "corona imperiale" ed è dovuto al suo particolare aspetto. Le tre punte della corona, ognuna delle quali può essere scalata, sono parte del grande blocco di arenaria conosciuto come "c3",creatosi durante il Turoniano superiore, e si sono formate con l'aprirsi dei grandi crepacci rocciosi tra di esse. Anche l'azione dell'uomo è coinvolta nella formazione dell'altopiano che si trova ad un'altitudine di 350,8 metri sul livello del mare. Nell'estremità sud alcuni ignoti artisti hanno scolpito due leoni nella roccia.
All'inizio del diciannovesimo secolo il Kaiserkrone era conosciuto anche con altri nomi come Kahlstein, Zahnstein o Kronenberg. Denominazioni ancora più antiche erano Galitzstein (alla fine del sedicesimo secolo), Golzenstein (fine diciottesimo secolo) e Gollstein (inizio diciannovesimo secolo).
Alle pendici meridionali della collina sono presenti diverse rocce di arenaria di forma insolita che sono state scoperte anche tra i bozzetti di Caspar David Friedrich, da lui disegnati durante una visita al Kaiserkrone e successivamente utilizzati come schizzi nella preparazione del suo dipinto, Viandante sul mare di nebbia.